# Ульріх Альмер

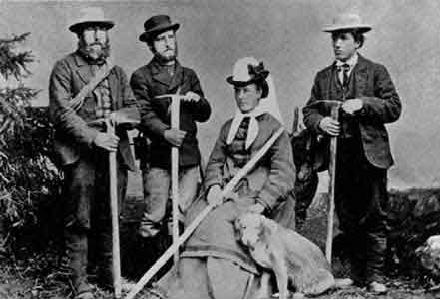
Крістіан Альмер, Ульріх Альмер, Мета Бреворт і Вільям Кулідж у 1874 році.

Ульріх Альмер нім. Ulrich Almer; 8 травня 1849, Ґріндельвальд — 4 вересня 1940, там же) — швейцарський гірський гід. Здійснив багато походів в Альпах, спочатку зі своїм батьком Крістіаном Альмером, одним із видатних гідів золотої доби альпінізму і був одним із перших швейцарських гідів, які побували на Кавказі.
Ульріх Альмер виконав близько п'ятнадцяти походів-експедицій. У 1874 році, під час спуску після спроби подолати південну стіну Монблану, його зв'язка впала в тріщину на льодовику Бруяр, JAG Marshal та Йоганн Фішер загинули миттєво; Ульріху Альмеру, непритомному, але неушкодженому, вдається вибратися з тріщини та приєднатися до Курмайора.. Що ще гірше, через тридцять вісім років, у 1912 році, під час спуску Алечгорном, настала черга Андреаса Фішера, сина Йоганна Фішера, і того ж гіда, стати жертвою падіння в тріщину. Репутація Ульріха Альмера була однозначно заплямована.